# 九七式狙撃銃
九七式狙撃銃（きゅうななしきそげきじゅう）は、1930年代に開発・採用された大日本帝国陸軍の狙撃銃。開発当時の日本軍主力小銃であった三八式歩兵銃をベースとし、九九式短狙撃銃とともに第二次世界大戦における帝国陸軍の主力狙撃銃として使用された。欧米圏では有坂銃における代表的な狙撃銃としても知られている。
本項では九七式狙撃銃と同系統である三八式改狙撃銃（さんはちしきかいそげきじゅう）についても詳述する。

## 狙撃銃の開発
大正時代、帝国陸軍は新たな兵器研究方針のもと、1920年（大正9年）7月20日に狙撃に用いる眼鏡（狙撃眼鏡・照準眼鏡・スコープ）の研究・開発を開始した。始めにドイツのカールツァイス製品を購入し研究に着手、1923年（大正12年）11月には日本光学（ニコン）により試製され射撃試験が行われたが、眼鏡装着部に不具合がありまた倍率の増加も要望されたためその後の審査は遅延した。
しかし、1931年（昭和6年）から翌1932年（昭和7年）の満州事変の実戦体験が審査促進の契機となり、同1932年には倍率4倍の眼鏡の試製が完了、翌1933年（昭和8年）には北満州でその実用試験が行われた。その結果は装着部の不具合は若干除去できたものの、（要望による）倍率増加により眼鏡重量が増し操作が不便であるといったものであった。そのため倍率を2.5倍（二倍半）とした改修型試製照準眼鏡を1936年（昭和11年）3月に富津にて試験を行い、これは実用に適することが認められた（同年6月には陸軍歩兵学校で、11月には北満州で実用試験が行われ実用性を高めている）。また、照準を容易にするための軽易なる脚（単脚・モノポッド）の装備が望ましいという判決も下った。
以上の審査結果を経て実用化された試製狙撃銃に改修を施し、1937年（昭和12年、皇紀2597年）6月に富津において最終試験が行われた結果、概ね目標に到達したことをもって翌1938年（昭和13年）2月3日に九七式狙撃銃として仮制式制定を上申、1939年（昭和14年）3月7日に制式制定された。同時期、試製照準眼鏡は九七式狙撃眼鏡として1938年2月に制式制定を上申している。
なお、開発・研究が長期にわたって行われていたため、多種多様な試製狙撃銃（狙撃眼鏡）が製作されている（いずれも小銃は三八式歩兵銃をベース）。

## 概要
九七式狙撃銃は三八式歩兵銃の生産ライン途中において、多数の中から銃身や機関部などの精度が高く精密射撃（狙撃）に特に向いている物を選び出し、それに狙撃眼鏡をのせる台座（マウントベース）と太い針金状の単脚を付し、さらに操作性を上げるため槓桿（ボルトハンドル）を下方に曲げ、射撃具合の調整を行い生産された。それら狙撃銃仕様の別工程作業が行われるため、機関部前部には「九七式」の刻印が菊花紋章とともになされる。
量産は小倉陸軍造兵廠と名古屋陸軍造兵廠で行われ、総生産数は約22,500挺。三八式歩兵銃の中期型・後期型を転用しており、また小倉製と名古屋製や生産時期により、照門の違い（谷型・穴型）や単脚の有無など仕様には差異がある。
なお、本銃採用の数年後には三八式歩兵銃の後続主力小銃となる九九式小銃（長小銃）・九九式短小銃が開発・採用され、これの狙撃銃仕様たる九九式狙撃銃・九九式短狙撃銃が1942年（昭和17年）5月に採用（仮制式上申）されている（なお、この内主力となったものは九九式短小銃・九九式短狙撃銃であり、九九式小銃・九九式狙撃銃は少数生産に留まる）。帝国陸軍において基本的に狙撃銃は一般の歩兵中隊内の選抜射手によって使用されるため、九七式狙撃銃は既存の三八式歩兵銃や九六式軽機関銃を擁する6.5mm弾（三八式実包）装備部隊に、九九式狙撃銃・九九式短狙撃銃は九九式小銃・九九式短小銃や九九式軽機関銃を擁する7.7mm弾（九九式普通実包）装備部隊で運用された。
第二次大戦後は他兵器と同じく多数が廃棄処分されたものの、流出品や戦地での鹵獲品が主にアメリカにおいて高額で流通しており愛好家が収蔵している。日本では無可動実銃として少数が逆輸入されているほか、タナカワークスが木製や金属製（亜鉛合金）部品を主に用いる高価格帯合法モデルガン・ガスガンとして、九七式狙撃眼鏡ともども製造・販売している。

### 狙撃眼鏡
狙撃眼鏡（照準眼鏡・眼鏡、光学照準器）には九七式狙撃眼鏡を使用する。
- 倍率 - 2.5倍
- 実視界 - 10°
- 射出瞳孔径 - 4mm
- 対物鏡有效径 - 10mm
- 瞳孔距離 - 30mm（接眼鏡より）
- 重量 - 約650g（属品共）
- 全長 - 175mm
- 射距離分画 - 0-1,500m（100m単位）
- 方向分画 - 左右0-20mil（5mil単位）

距離調整などのアジャスト機能を有していないため、出荷前に造兵廠にて零点規制（ゼロイン）を受けた後は固定式である。狙撃時はT字（ポストタイプ）照準線（レティクル）の垂直線の射距離分画目盛を使用する。射手や銃に固有の偏差については、射手があらかじめ偏差を把握しておき、照準時に見越し距離（リード）を取ることで修正する。調整機能が無い反面、複雑なアジャスターがないために小型に仕上がり密閉構造で防水性に優れ、緊定把（回転ハンドル）とボタンの二重のストッパーを有する台座と一体化されており頑丈、眼鏡内が明るいという利点を持つ。
量産は東京第一陸軍造兵廠のほか、日本光学（ニコン）・東京光学機械（トプコン）・東京芝浦電気（東芝）・高千穂光学工業（オリンパス）・富岡光学器械製作所（京セラオプテック）・榎本光学精機（富士フイルム/フジノン）・日本タイプライター（キヤノンセミコンダクターエクィップメント）など、民間光学機器メーカーでも行われた。なお、帝国陸軍は使用部品の規格化に励んでおり、狙撃眼鏡特有の精密ねじにはのちのJISの前身であるJES品が使用されている。
機関部開放時の槓桿位置を考慮して小銃側の台座は機関部左側面に設けられ、狙撃眼鏡自体は射手視点から左斜上にオフセットされる。そのため狙撃眼鏡の使用が適当ではなくなる近接戦闘時や、狙撃眼鏡破損時には通常の小銃と変わらず照星・照門での照準が可能であり、また実包5発をまとめた挿弾子（クリップ）も使用可能である（アメリカ軍の主力狙撃銃であるスプリングフィールド M1903A4はどちらも使用不可能）。眼鏡が通常の照準器よりも左に寄せられているのに対して、射手が頬付けする銃床は通常のままで、頬当て（チークピース）等の追加は行われていない。属品として負紐付きの収容嚢が存在し、行軍時などには狙撃眼鏡を銃から外しこれに収容した。
なお、1938年2月の『九七式狙撃眼鏡制式制定ノ件』内「九七式狙撃眼鏡概説」では、「一、目的 九七式狙撃銃ニ装着シ狙撃ニ使用スルモノトス然シテ将来自動小銃制定セラレタル場合ニハ該銃ニモ装着シ得ルモノトス」とされているように、将来の自動小銃採用時には九七式狙撃眼鏡を転用し、自動式狙撃銃を整備する計画があった。

### 実包
使用実包（弾薬）は6.5mmx50SR弾たる三八式実包であるが、十一年式軽機関銃・九六式軽機関銃の軽機関銃用に装薬を減量した「減装弾」を主に使用した（小銃自体は三八式歩兵銃であるため通常弾も使用可能）。減装弾は通常弾との区別のため弾薬が納まる紙函（紙箱）に減装を意味する「G」のスタンプが捺印されている。

### 性能
ベースとなった三八式歩兵銃が、高初速で弾道の低伸性は良好かつ射撃反動が軽く命中率が高いという、三八式実包の利点を生かした性能面で優れた小銃であったため、特に精度の高い物を選んで生産された本銃の狙撃銃としての性能はきわめて高かった。また性能とは別に、発射音が小さく銃口から出る発射炎も弱いため擬装にも優れていた。
帝国陸軍は太平洋戦争（大東亜戦争）の各戦線で狙撃手（狙撃兵）を効果的に運用し戦果を上げており、特にガダルカナル島撤退作戦時、捨て駒としてアメリカ軍の足止め任務を負った狙撃手が活躍し2万有余の将兵の撤退に貢献した。

## 三八式改狙撃銃
九七式狙撃銃の生産と同時に、「三八式歩兵銃」として既に生産済み（ロールアウト）である物の中から精度の高い物を選び出し、九七式狙撃銃に準じた改造を施した「三八式改狙撃銃」も製作・使用された。
狙撃仕様の改造が「三八式歩兵銃」として生産途中か生産後かの違いであるため性能は九七式と大差なく、外見上の差異として単脚が無く「三八式」と刻印が、そのままとなっている点が挙げられる。

## 漫画
『グリーン・スナイパー』
『戦場まんがシリーズ』の一編。狙撃担当の野山二等兵の愛銃だが、狙撃用に新型自動小銃が配布されたので、「上等な銃を持ってみたい」と希望した山越二等兵に譲られる。

## ゲーム
『Enlisted』
太平洋キャンペーンで枢軸軍の武器として登場する。